# Scottish Men's National League 2012-2013
La Scottish Men's National League 2012-13 è stata la 44ª edizione del massimo campionato scozzese di pallacanestro maschile e la 26ª edizione del secondo livello dei campionati del Regno Unito.

## Regolamento

### Formula
Il torneo si compone di dieci formazioni, che si affrontano in un unico girone all'italiana con partite di andata e ritorno. Le prime otto si qualificano per i play-off per il titolo nazionale, disputati al meglio delle due gare per i quarti di finale e le semifinali, con la prima in casa della migliore classificata al termine della stagione regolare. La finale invece si disputa in gara unica. Le ultime due classificate non gareggeranno nei play-off e non retrocedono.

## Regular season

### Classifica
|                   |     | Classifica 2012-2013                       | G  | V  | P  | PF   | PS   | Pt |
| ----------------- | --- | ------------------------------------------ | -- | -- | -- | ---- | ---- | -- |
|                   | 1.  | Falkirk Fury (Clark Eriksson Falkirk Fury) | 18 | 17 | 1  | 1474 | 1103 | 35 |
| Scozia (bandiera) | 2.  | Edinburgh Kings                            | 18 | 16 | 2  | 1582 | 1081 | 34 |
|                   | 3.  | Glasgow University                         | 18 | 12 | 6  | 1385 | 1290 | 30 |
|                   | 4.  | Troon Tornadoes                            | 18 | 11 | 7  | 1263 | 1262 | 29 |
|                   | 5.  | Paisley St. Mirren                         | 18 | 11 | 7  | 1557 | 1313 | 29 |
|                   | 6.  | Boroughmuir Blaze                          | 18 | 8  | 10 | 1215 | 1247 | 26 |
|                   | 7.  | Stirling Knights                           | 18 | 5  | 13 | 1187 | 1413 | 23 |
|                   | 8.  | Glasgow Rocks                              | 18 | 5  | 13 | 1233 | 1460 | 23 |
|                   | 9.  | Dunferml. Reign                            | 18 | 3  | 15 | 1149 | 1560 | 21 |
|                   | 10. | Glasgow Storm                              | 18 | 2  | 16 | 1090 | 1406 | 20 |

| Qualificate ai play-off |

### Playoff
|  | Quarti di finale   | Quarti di finale   | Quarti di finale | Quarti di finale | Quarti di finale |  |  | Semifinali         | Semifinali         | Semifinali      | Semifinali      | Semifinali |  |  | Finale       | Finale       | Finale |  |
|  |                    |                    |                  |                  |                  |  |  |                    |                    |                 |                 |            |  |  |              |              |        |  |
|  | Falkirk Fury       | Falkirk Fury       | 72               | 91               | 163              |  |  |                    |                    |                 |                 |            |  |  |              |              |        |  |
|  | Glasgow Rocks      | Glasgow Rocks      | 67               | 65               | 132              |  |  | Falkirk Fury       | Falkirk Fury       | 66              | 76              | 142        |  |  |              |              |        |  |
|  | Troon Tornadoes    | Troon Tornadoes    | 69               | 89               | 158              |  |  | Troon Tornadoes    | Troon Tornadoes    | 39              | 46              | 85         |  |  |              |              |        |  |
|  | Paisley St. Mirren | Paisley St. Mirren | 70               | 87               | 157              |  |  |                    |                    |                 |                 |            |  |  | Falkirk Fury | Falkirk Fury | 66     |  |
|  | Boroughmuir Blaze  | Boroughmuir Blaze  | 73               | 70               | 143              |  |  |                    |                    | Edinburgh Kings | Edinburgh Kings | 68         |  |  |              |              |        |  |
|  | Glasgow University | Glasgow University | 73               | 77               | 150              |  |  | Glasgow University | Glasgow University | 54              | 53              | 107        |  |  |              |              |        |  |
|  | Stirling Knights   | Stirling Knights   | 53               | 50               | 103              |  |  | Edinburgh Kings    | Edinburgh Kings    | 81              | 92              | 173        |  |  |              |              |        |  |
|  | Edinburgh Kings    | Edinburgh Kings    | 87               | 78               | 165              |  |  |                    |                    |                 |                 |            |  |  |              |              |        |  |

| Scottish Men's National League 2012-13 |
| -------------------------------------- |
| City of Edinburgh Kings 10º titolo     |